# نويل تورنر
نويل تورنر (بالإنجليزية: Noel Turner)‏ (و. 1974  م) هو لاعب كرة قدم، ومدرب كرة قدم، من مالطا، ولد في سليمة، يلعب كلاعب وسط.

## مسيرته الكروية
لعب نويل تورنر خلال مسيرته الاحترافية مع نادِ واحدٍ في عشرون موسمًا وسجل خلالها 50 هدف ضمن 344 مباراة. حيث فاز في ثلاثة مواسم بالكأس وفي أربعة مواسم بالدوري.
خاض نويل تورنر مسيرته مع نادي سلايما واندريرز في موسم 1991–92 ليلعب معه عشرون موسمًا، مشاركًا في 344 مباراة سجل خلالها 50 هدف.

## روابط خارجية
- نويل تورنر على موقع الاتحاد الدولي (مؤرشف)  (الإنجليزية)
- نويل تورنر على موقع قاعدة بيانات كرة القدم.إي يو (الإنجليزية)
- نويل تورنر على موقع ناشيونال فوتبول تيمز (الإنجليزية)
- نويل تورنر على موقع عالم كرة القدم.نت (الإنجليزية)